# Rodan-Alpy
Rodan-Alpy (fr. Rhône-Alpes, wymowaⓘ) – dawny region administracyjny w południowo-wschodniej Francji. Na mocy ustawy z dnia 27 stycznia 2014 roku, która weszła w życie 1 stycznia 2016 roku, został połączony z Owernią, tworząc tym samym nowy region Owernia-Rodan-Alpy. 
Od wschodu graniczył ze Szwajcarią i Włochami, od strony południowo-wschodniej z regionem Prowansja-Alpy-Lazurowe Wybrzeże, od południa z Langwedocją-Roussillon, od zachodu z Owernią a od północy z Burgundią i Franche-Comté. Nazwa regionu wywodzi się od nazwy głównej rzeki - Rodanu oraz łańcucha górskiego Alp, który rozciąga się we wschodniej części tego obszaru. Na jego terenie znajdowały się dwie historyczne krainy: Lyonnais i Sabaudia, a także Bresse (do XVII wieku w Sabaudii).
Region Rodano-Alpejski był owcześnie drugim, po Île-de-France, regionem pod względem liczby ludności, ale poszczególne departamenty (Ain, Ardèche, Drôme, Isère, Loire, Rhône, Savoie, Haute-Savoie) były dość zróżnicowane pod względem ludności i gęstości zaludnienia. Główną rolę odgrywał Lyon (będący siedzibą władz regionu) z aglomeracją – samo miasto zamieszkiwało 443,9 tys. mieszk., a aglomerację – 1,671 mln osób. Innymi większymi miastami poza aglomeracją lyońską były: Saint-Étienne (170,7 tys.), Grenoble (155,6 tys.), Valence (63 tys.), Chambéry (56 tys.), Annecy (49,9 tys.) i Bourg-en-Bresse (41,2 tys.). Całkowitym przeciwieństwem Lyonu i okolic jest departament Ardèche, gdzie nie było dużych miast, a siedzibę departamentu – miasteczko Privas – zamieszkiwało 9,2 tys. osób.